# Union sportive Bergerac rugby vallée de la Dordogne
La Union sportive Bergerac rugby vallée de la Dordogne és un club de rugbi a 15 francès situat a Brageirac, a la Dordonya.
A  mitjans del segle XX ja tenia una destacada escola de rugbi.